# Umm al-Qaiwain
Umm al-Qaiwain, també Umm al-Quwain, Umm al-Kaywan o Umm al-Qiwain i altres variacions (àrab: أمّ القيوين, Umm al-Qaywayn), és un dels set emirats que conformen els Emirats Àrabs Units, federació a la que va ingressar com a membre constituent el 2 de desembre de 1971.
La capital és la ciutat del mateix nom, situada a la costa, a 23 km al nord d'Ajman i a 42 km al sud de Ras al-Khaimah. L'única ciutat de certa importància a part de la capital és Falaj al-Mualla.

## Superfície i població
L'emirat té uns 30 km de costa i uns 50 km de profunditat en direcció est-sud-est i la superfície és de 777 km². A uns 5 km de la frontera i a uns 45 km de la capital es troba Falaj al-Mualla, que és un oasi que forma la part més fèrtil del país. La població el 1968 era de 3700 habitants, i va passar als 29.999 el 1985, i 62.000 el 2003.

## Economia
És l'emirat més pobre i el menys important i menys poblat de la federació i en superfície només Ajman és més petit; econòmicament és el menys desenvolupat i l'emirat d'Abu Dhabi cobreix la major part del seu pressupost.
Encara es practica la pesca d'ostres perleres, la pesca en general i la construcció de vaixells, i a l'interior els dàtils i els petits cultius; a partir dels anys vuitanta la indústria del ciment i derivades va esdevenir la principal.
El 1981 es va obrir el primer pou de petroli però de moment els únics royaltys que rep l'emirat és el seu 10% de l'explotació del pou marítim de Mubarak, entre l'emirat i l'illa d'Abu Musa (aquest pou va arribar a produir 3000 barrils al dia el 1975 però el 1995 ja només produïa 1000 barrils). La població pertany a la tribu Al Ali. El clan dominant, al qual pertany el xeic, és el dels Al-Mualla.

## Història
El xeic Majid ibn Khalfan al-Mualla es va fer independent a la zona vers el 1750 i el seu fill Rashid va fundar un fortí que després fou elegit com residència el 1768, i que inicialment es va dir Umm al-Khoreen i més tard Umm al-Quwain. Fins al 1820 Sharjah va intentar ocupar la ciutat però va fracassar i el 1820 els britànics van reconèixer al xeic com a part (principat amb dret de salutació amb tres canonades) en el Tractat general de pau (8 de gener del 1820, General Treaty of Peace), i altre cop el 1853 en el Tractat de treva perpètua (Perpetual Truce) i el 1892 en els Acords exclusius (Exlcusive Agreements) base del protectorat britànic sobre la Costa dels Pirates o Trucial Oman (Oman de la treva). Justament aquest darrer tracat fou signant després de les notícies de què els francesos havien obtingut una concessió a l'emirat d'Umm al-Quaywan. El 2 de desembre de 1971 va ingressar amb cinc emirats més a la Federació dels Emirats Àrabs Units, dominada per Abu Dhabi i Dubai i des de llavors no ha parat de prosperar mercès al petroli.
Els governants han estat:
- 1750 - 1768: xeic Majid ibn Khalfan al-Mualla
- 1768 - 1798: xeic Rashid I ibn Majid al-Mualla
- 1798 - 1800: xeic Ahmed ibn Rashid al-Mualla
- 1800 - 1853: xeic Abdullah I ibn Rashid al-Mualla
- 1853 - 1873: xeic Ali ibn Abdullah al-Mualla
- 1873 - 13 de juny de 1904: xeic Ahmad I ibn Abd Allah al-Mualla (18.. - 1904)
- 13 de juny de 1904 - agost 1922: xeic Rashid II ibn Ahmad al-Mualla (1875 - 1922)
- Agost 1922 - octubre 1923: xeic Abd Allah II ibn Rashid al-Mualla
- Octubre 1923 - 9 de febrer 1929: xeic Hamad ibn Ibrahim al-Mualla
- 9 de febrer 1929 - 21 de febrer 1981: xeic Ahmad II ibn Rashid al-Mualla (1904 - 1981)
- 21 de febrer 1981: xeïc Rashid III ibn Ahmad al-Mualla (1930)

## Escut i bandera

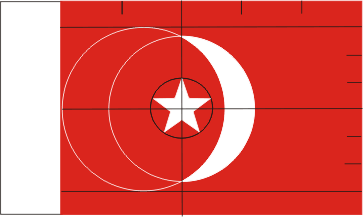
model constructiu de la bandera

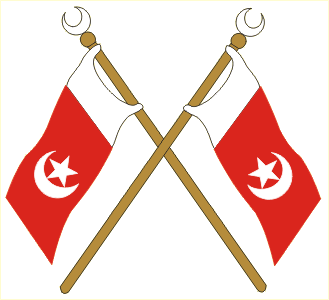
Escut

El 1820, després del tractat, fou establerta la bandera única, vermella amb la vora blanca, quadrada encara que fou utilitzada en forma rectangular; quan es va fer el tractat parcial de treva del 1835 probablement havia tornat a la tradicional bandera vermella llisa però en el tractat de 1853 fou reconeguda un bandera vermella amb franja blanca a la part del pal, que probablement representava als xeics oposats als Qasimi (Qawasimi). La bandera fou usada per Umm al-Qaiwain, Ajman, Dubai i més tard a Abu Dhabi
Per evitar confusions el xeic Ahmad II ibn Rashid al-Mualla va decidir adoptar una bandera una mica deferent que va incloure la mitja lluna i l'estrella. La bandera fou adoptada el 9 de març de 1961 amb la proporció 3:5. Segons W. Smith la franja blanca ocupa 1/6 de la llargada I el creixent o mitja lluna formaria un cercle imaginari amb centre al centre de la bandera total ocupant 2/3 de l'altura. El cercle imaginari que talla el cercle de la mitja lluna seria tangencial a la franja blanca i tindria 2/8 parts de l'altura. Si bé aquest seria el disseny oficial, existeixen nombroses variants en proporció, amplada de la franja blanca y col·locació i mesura de la mitja lluna i estrella.
L'escut està format únicament per dos banderes creuades pels pals. Els pals tenen una mitja lluna com a element decoratiu al punt més alt.
Com és habitual als emirats diverses institucions tenen banderes blanques amb el seu emblema. La principal és la de la zona franca de l'emirat (Ahmed ibn Rashid Free Zone). L'emblema és circular amb els colors negre, blanc i roig i una torre típica al centre.